# Bürgerentscheide in Sachsen 2024
Bürgerentscheide in Sachsen sind auf Gemeindeebene ein Recht kommunaler Mitbestimmung. Sie finden statt bei Gebietsveränderungen, wenn es fünf Prozent der Bürger fordern oder wenn es der Gemeinderat mit einer Mehrheit von zwei Dritteln seiner Mitglieder fordert. 2024 gab es in Sachsen mindestens acht Bürgerentscheide.
2024 gab es in Sachsen neun Bürgerentscheide.

## Rechtslage
Wie in der Einleitung beschrieben, findet ein Bürgerentscheid bei Gemeindefusionen, Eingemeindungen oder ähnlichen Gebietsveränderungen ohne reinen Bereinigungszweck obligatorisch statt. Zudem können fünf Prozent der Bürger der Gemeinde ein Bürgerbegehren an die Gemeinde richten, das Grundlage für den Bürgerentscheid ist. Zudem kann der Gemeinderat einen Bürgerentscheid beschließen. Gegenstand des Entscheidungsvorschlages dürfen alle Themen sein, die in die Zuständigkeit des Gemeinderats fallen, mit Ausnahme von Weisungsaufgaben, Fragen der inneren Organisation der Verwaltung, Haushaltssatzungen, Jahresabschlüssen, Regelungen der Sächsischen Gemeindeordnung oder gesetzeswidriger Ziele. Der Entscheidungsvorschlag muss mit „Ja“ oder „Nein“ zu beantworten sein und die Mehrheit der abgegebenen Stimmen erhalten um erfolgreich zu sein, jedoch nur, wenn mindestens 25 % der Stimmberechtigten zustimmen. In den kreisfreien Städten kann der Stadtrat durch die Festlegung der Hauptsatzung dieses Quorum auf bis zu 15 % senken. Ein erfolgreicher Bürgerentscheid kommt einem Gemeinderatsbeschluss gleich und kann innerhalb von drei Jahren nur durch neuerlichen Bürgerentscheid aufgehoben werden.

## Liste
Erfolgreich sind Bürgerentscheide dann, wenn sowohl die Spalte „JA“, als auch die Spalte „JA-Quorum“ grün markiert ist.
| Nr. | Gemeinde      | Datum             | Thema | Ergebnis         | Ergebnis          | Ergebnis        | Ergebnis | Ergebnis     | Ergebnis     | Ergebnis   | Erfolg     |
| Nr. | Gemeinde      | Datum             | Thema | Stimmberechtigte | ungültige Stimmen | gültige Stimmen | W.-bet.. | JA           | NEIN         | JA-Quorum  | Erfolg     |
| --- | ------------- | ----------------- | --- | ---------------- | ----------------- | --------------- | -------- | ------------ | ------------ | ---------- | ---------- |
| 1   | Neukieritzsch | 25. Februar 2024  | Sind Sie für die Aufhebung des Gemeinderatsbeschlusses vom 06.06.2023 mit der Vorlagennummer GR/065/2023? | 5.758            | 4                 | 2.426           | 42,1 %   | 1.301 53,6 % | 1.125 46,4 % | 1.440 Nein | Abgelehnt  |
| 2   | Neukieritzsch | 25. Februar 2024  | Sind Sie für die Aufhebung des Gemeinderatsbeschlusses vom 06.06.2023 mit der Vorlagennummer GR/066/2023? | 5.758            | 5                 | 2.425           | 42,1 %   | 1.320 54,4 % | 1.105 45,6 % | 1.440 Nein | Abgelehnt  |
| 3   | Neukieritzsch | 25. Februar 2024  | Sind Sie für die Aufhebung des Gemeinderatsbeschlusses vom 27.06.23 mit der Vorlagennummer GR/083/2023? | 5.758            | 4                 | 2.426           | 42,1 %   | 1.295 53,4 % | 1.131 46,6 % | 1.440 Nein | Abgelehnt  |
| 4   | Neukieritzsch | 25. Februar 2024  | Sind Sie für die Aufhebung des Gemeinderatsbeschlusses vom 27.06.23 mit der Vorlagennummer GR/084/2023? | 5.758            | 4                 | 2.426           | 42,1 %   | 1.322 54,5 % | 1.104 45,5 % | 1.440 Nein | Abgelehnt  |
| 5   | Waldhufen     | 9. Juni 2024      | Stimmen Sie der Vereinbarung über den freiwilligen Zusammenschluss der Gemeinden Waldhufen und Vierkirchen zu? | 1.960            | 16                | 1.546           | 78,9 %   | 1.041 67,3 % | 505 32,7 %   | 490 Ja     | Angenommen |
| 5   | Vierkirchen   | 9. Juni 2024      | Stimmen Sie der Vereinbarung über den freiwilligen Zusammenschluss der Gemeinden Waldhufen und Vierkirchen zu? | 1.309            | 16                | 1.044           | 81,0 %   | 736 70,5 %   | 308 29,5 %   | 328 Ja     | Angenommen |
| 6   | Kriebstein    | 23. Juni 2024     | Befürworten Sie den Bau eines Solarparks auf den Flurstücken 300/a, 301, 302, 303, 304, 305, 306, 307/1, 308, 309, 310 der Gemarkung Grünlichtenberg?                                                                 | 1.659            | 31                | 1.252           | 77,3 %   | 554 44,3 %   | 698 55,8 %   | 415 Ja     | Abgelehnt  |
| 7   | Altenberg     | 1. September 2024 | Soll die Teilfläche des Flurstückes 1110/1 der Gemarkung Altenberg zum Zwecke der Errichtung eines Einkaufszentrums verkauft werden?                                                                                  | 6.266            | 67                | 4.871           | 78,8 %   | 2.174 44,0 % | 2.697 54,6 % | 1.567 Ja   | Abgelehnt  |
| 8   | Wiedemar      | 1. September 2024 | Sind Sie dafür, dass die Gemeinde Wiedemar das Bebauungsplanverfahren „Industrievorsorgegebiet Wiedemar“ für den Bereich zwischen den Ortslagen Pohritzsch und Zschernitz im Westen und Storkwitz im Osten fortführt? | 4.419            | 13                | 3.284           | 74,6 %   | 1.141 34,7 % | 2.143 65,3 % | 1.104 Ja   | Abgelehnt  |

## Belege
1. ↑  Mehr Demokratie: 2024 spürbar mehr direkte Demokratie in Sachsens Kommunen. 30. Dezember 2024, abgerufen am 14. April 2025 (lang-de).
2. ↑  REVOSax Landesrecht Sachsen - Sächsische Gemeindeordnung – SächsGemO. Abgerufen am 26. Dezember 2024.
3. ↑  REVOSax Landesrecht Sachsen - Sächsische Gemeindeordnung – SächsGemO. Abgerufen am 26. Dezember 2024.
4. ↑  Gemeinde Neukieritzsch: Sonderausgabe des Gemeindeboten. 24. Januar 2024, abgerufen am 27. Dezember 2024.
5. ↑  Gemeinde Neukieritzsch: Gemeindebote März 2024. 22. März 2024, abgerufen am 27. Dezember 2024.
6. ↑  Gemeinde Waldhufen: Mitteilungsblatt der Gemeinde Waldhufen. Mai 2024, abgerufen am 27. Dezember 2024.
7. ↑  Gemeinde Waldhufen: Öffentliche Bekanntmachung des Abstimmungsergebnisses des Bürgerentscheids zur Gemeindefusion Waldhufen-Vierkirchen am 09.06.2024 in der Gemeinde Waldhufen. 11. September 2024, abgerufen am 27. Dezember 2024.
8. ↑  Gemeinde Waldhufen: Mitteilungsblatt der Gemeinde Waldhufen. 1. Juli 2024, abgerufen am 27. Dezember 2024.
9. ↑  Gemeindeverwaltung Kriebstein - Gemeindebote. Gemeindeboten 6 und 7 des Jahres 2024 vom 1. und 23. Juni 2024. Abgerufen am 26. Dezember 2024.
10. ↑  Stadt Altenberg: Endgültiges Abstimmungsergebnis zum Bürgerentscheid Altenberg am 01.09.2024. Stadt Altenberg, 1. September 2024, abgerufen am 27. Dezember 2024.
11. ↑  Gemeinde Wiedemar: Bürgerentscheid zum IVG. 1. September 2024, abgerufen am 27. Dezember 2024.